# 相沢まき
相沢 まき（あいざわ まき、1980年4月14日 - ）は、日本の女優であり、マルチタレントである。
新潟県新潟市出身（にいがた観光特使）。ケイダッシュステージを辞めフリーで活動。

## 人物
- 趣味は「若作り」。 特技は「悪あがき」。 座右の銘は「一生青春」。 モットーは「やらずに後悔よりやって後悔」「今日が人生で１番若い日」。
- たまたま上京した時、「君も安室奈美恵にならないか」とスカウトされ芸能界入り。母親からは「本名で出てくれるな」との条件を受ける[3]。
- 「35歳で結婚・出産したい」と公言していたが実現せず[4][5][6]、後述の通り2018年に37歳で入籍し、38歳で出産した。
- ミュージカルで活躍することを目標としている。
- 2018年8月22日、妊娠40週4日で3230グラムの第1子女児を出産[7]。

### 芸能活動
- 1999年 ARTA GAL'S（レースクイーン）のメンバーとしてデビュー。「矢野 麻衣子」として活動。
- 2000年 「相沢 このみ」に改名。しかし同姓同名のAV女優がいるというファンからの情報により、1週間足らずで「相沢 真紀」に改めた。
- 2000年10月 TBSの深夜番組『ワンダフル』にワンギャル4期生[8] として出演。ラッキー・レッグス（LUCKY LEGS）に半年ほど在籍していたが活動が本格化する前にワンダフル出演のため脱退[9]。
- 2004年3月18日 『ものまねバトル』（日本テレビ）の「ものまねスター誕生」コーナーに出演。床を転げ回ったりしながら鬼束ちひろの歌まねを披露し、ものまねスター誕生グランプリを獲得する。それ以後『ものまねバトル』や『ものまねバトル☆CLUB』のレギュラーとして出演するようになり、ものまねタレントとしての活動を始める。
- 2004年8月 『2004サマースペシャルミュージカル 美少女戦士セーラームーン 〜新かぐや島伝説〜』にてルーフ・メロウ役でミュージカル初出演。
- 2006年6月 JVCエンタテインメント・ネットワークス（現 JVCエンタテインメント）からケイダッシュステージへ所属事務所を移籍。
- 2006年11月28日 『日本の美を愛でる〜着物と四季の美を映像とショーで綴る愛愁の詩〜』（フジサンケイグループ主催、恵比寿ザ・ガーデンホール）にてファッションモデルデビュー[10]。
- 2009年4月14日 29歳を機に「相沢真紀」から「相沢 まき」へ改名。堅いイメージからの脱却や漢字間違いがあった為、画数で平仮名の方が運勢が良いとの事で判りやすい芸名へと改める。
- 2009年5月24日 田舎に泊まろう!(テレビ東京)で青森県・西目屋村へ。女性初の民泊交渉23連敗という記録を残した。
- 2014年1月15日 『マキマキマキ / Belong』にて念願のソロCDデビューを果たす[11]。
- 2014年5月9日 初のインターネット放送冠番組『相沢まきのスーパーイケ☆フラTV』が放送開始[12]。
- 2015年7月7日 初のテレビ冠番組『まきちゃんと○○（まるまる）。』（BSN新潟放送）が放送開始[13]。
- 2015年10月26日 『私の何がイケないの?』（TBS）出演時、「お金のない30代女性キャラで再ブレイク」と紹介された[14]。
- 2016年6月24日 取得した美容の民間資格のノウハウから、念願だった美容本『一瞬で顔が変わる!キセキの自力整形』を節約美容研究家の肩書で執筆した[15]。amazon「美容・ダイエット部門」において新着ランキングのamazonランキング1位を、「スキンケア部門」において売れ筋ランキング、新着ランキング、ほしいものランキングのamazonランキング1位を獲得した[16]。
- 2018年2月1日 一般男性[17] と入籍し、妊娠していることをブログにて報告。そして結婚、出産後も芸能活動は続けると宣言した。[18]
- 2018年6月30日 産休に入ると同時に長年所属していた芸能事務所ケイダッシュステージを辞めてフリーで活動を開始する。本人曰く「妊娠し、先の事を考えていく中で、今の仕事の環境を一度リセットして、育児をしながらいま一度やりたい事を見つめ直したいと考えての決断です。」[19]
- 2021年4月14日 美容情報を主として発信するYouTubeチャンネルを開設。

### 保有する民間資格
- 美容師免許などの国家資格は取得していない。
- メイクアップ技術検定4級（2008年4月取得）[20] 一般社団法人 日本メイクアップ技術検定協会(JMA)
- ベジフルビューティーセルフアドバイザー（2009年2月取得）[21] 一般社団法人 日本野菜ソムリエ協会（旧日本ベジタブル&フルーツマイスター協会）
- イヤービューティセラピスト（2013年8月取得）[22] イヤービューティセラピスト協会（EBTA）
- オーガニック料理ソムリエ（2015年11月取得）[23] 一般社団法人 日本オーガニックライフ協会
- 顔ヨガインストラクター（2016年4月取得）[24] 顔ヨガ協会インターナショナル。2016年6月25日より「セルフ小顔メソッドレッスン」という内容で顔ヨガインストラクターとしての活動を開始した[25]。
- 指ヨガセラピスト（2016年7月取得）[26]

### 美容・メイク
- 節約美容研究家として、『相沢まきの節約美容生活』という公式ブログにおいてお金をできるだけかけずに「プチ若返り」できるノウハウを紹介している。
- 「メイクはまつ毛命」との信条から[27]まつ毛エクステンション（まつ毛エクステ、まつエク）とアイメイクに対するこだわりが強く、ブログの話題でも数多く取り上げている[28]。
- すっぴん（ノーメイク）写真をブログで公開することが多い[29]。
- 2015年9月8日放送の解決!ナイナイアンサー（日本テレビ）では、「（相沢が）結婚できない理由はメイクにあり」という仮説のもとメイクアップアーチストのピカ子からナチュラルメイクを施され、その際に披露した本人曰く「ガチスッピン」とあわせてSNSで話題となった[30]

### 身体・体力
- ブログなどで自分の体型を「そこそこ名の知れた貧乳」、「平たい体と言われた」、「胸よりも肋骨の方が出ている」、「人より肉付きのいいお尻」、「隙間から明日が見えるO脚」、「ビッグフット」などと評している。メディア化はされていないが、はなわ作詞作曲の 『貧乳革命』という持ち歌がある[31]。
- 自身の顔ではホクロが多くなって来たことが気になり、レーザー除去を考えていた時期がある。ファンに取った方が良いか聞いてみたところ「取らない方が良い」と言う意見が多く、再検討するとして結論は先送りされた。2011年（平成23年）12月現在、まだホクロは健在である。
- いきなり!黄金伝説。 の企画「一週間スポンサーを見つけながら走り続ける女」[32] において、1週間で250km走った。
- 『九州青春銀行』では、オーストラリア2人旅のロケを成し遂げた[33]。
- 東日本国際親善マラソンに出場しハーフマラソンを完走した[34]。新潟シティマラソンではフルマラソンに挑戦したが、25Km地点の制限時間を通過できず完走できなかった[35]。
- 2017年10月9日、第35回新潟シティマラソンのフルマラソン女子30歳代の部に参加（ナンバー9095）し、念願のフルマラソン完走を果たす。記録は速報タイム6時間27分4秒（ネット6時間15分35秒）。総合順位1104位、種目別順位213位。

### 性格・知性
- 自ら「RB（リアルバカ）」と言っている[36] が、「クイズ!ヘキサゴンII」「おとなの学力検定スペシャル小学校教科書クイズ!」[37] などクイズバラエティーへの出演も多かった。
- 頻繁に自宅で料理をしたり[38]、舞台を観に来てくれたファンに自作のお菓子をプレゼントしたり[39] 等、マメな一面を持つ。

### 友人
同じ事務所所属のスザンヌとは公私共に仲が良く、一緒にバラエティ番組に出演することも多い。そのため「自分はスザンヌの”バーター出演”」と言うこともあった。以前はネガティブ思考だったが、スザンヌの影響でポジティブ思考になった。

また、小倉優子とも仲が良い。

### 尊敬する人物
- 森口博子[42]

### ペット
「ライム」と名付けたチワワ（ブラックタン）を飼っている。2005年3月8日生まれ。当初は「来夢」と漢字表記にしていたが、友達に「スナックの名前みたい」とからかわれたためカタカナ表記に変えた。2021年2月18日かかりつけの動物病院にて死去。

### ブログ、SNS
- 自身のブログは、書き始めが「○○○な女、相沢まきです。」、結びは「○○○○相沢でした。」と定型的である。当初、所属事務所から半強制的に始めさせられたが、ファンとの交流などを通じてその良さを実感し、自発的に取り組むようになった[46]。2015年4月現在、ほぼ毎日更新をしているが、5日間更新が無かったときは知人から安否確認の連絡が複数あり[47]、それがニュースになった[48]。また、ブログ読者のなりすましによるトラブルがあったため等の理由でブログのコメント欄を控えていた時期がある[49]。
- プライベートで運用していたInstagramを2015年5月17日よりオープンにした[50]。
- 卓越した自撮り（セルフィー)テクニックを持っていることから自他ともに認める「写メラマン[51]」である。
- 『相沢まきのアイラブ新潟』 - 本人による郷里地方紙の電子版「新潟日報モア」連載コラム（掲載終了）
- stand.fmによる音声配信を開始した[52]。
- 41歳の誕生日に合わせてYouTubeチャンネルを開設した[53]。美容情報を中心に配信する方針。

## 持ちネタ

### ものまねレパートリー
- 鬼束ちひろ
- 中島美嘉
- 中山美穂
- UA
- 西脇綾香 （Perfume・あ〜ちゃん） ※但し、ヘリウムガスが必須となる
- 絢香
- 上原多香子
- 野原しんのすけ
- MISIA

### 一発ギャグ
自分の体型(貧乳)を生かした自虐的なギャグが多い。
- 「私の乳はバリアフリー!」
 平手を鎖骨辺りに置き、「バリアフリー」で胸を張りながら両手をサッ！と下ろし、胸に段差がない事を強調する。
- 「I'm B-CUP!」 （私はBカップです！）
 ターミネーター (映画) の名セリフ「I'll be back!」にかけている。[54]
- 「父（乳）をさがして三千里。」
 片手を胸にあて、さまよい歩く。
- 「拝啓、父（乳）上さま」
 両手を胸にあて、「父（乳）上さま」で人差し指を上向きにあげるポーズをとる。
- 「ソーレ！」（剃れ）
 バレーボールのレシーブの格好をした後に、脇毛を剃る様子を表す。
- 「ブレイク知らずの○○年目。 胸無し、金無し、彼氏無し！」[55][56]
 自己紹介用のキャッチフレーズで、続いて「どーも、相沢まきです。」と名乗る。○○は芸歴年数。「ブレイク知らずの○○年目」で両指で○○の数字を表す。「胸無し」で手の平を胸の前から下へストンと落す。「金無し」で親指を上、人差し指を下にして左右の手で輪を作り、胸の前に掲げる。「彼氏無し」で両手の親指を立てる。

## タレント

### テレビ放送
※レギュラー出演、または本人をフィーチャーした番組や特番のみを記載 （ゲスト出演は、膨大な数のため省略）
- ワンダフル （2000年10月2日 - 2001年9月27日、TBS）
- 感じるジャッカル （2001年 - 2002年、フジテレビ）
- ふるさとウォッチングTV さとッチ! （2004年 - 2011年6月17日、新潟テレビ21）
- MTM （2004年 - 2008年3月、RKB毎日放送）
- ものまねバトルシリーズ （2004年 - 2009年1月4日、日本テレビ）
- Click! （2005年、日本テレビ）
- 九州青春銀行 （2006年7月 - 2009年3月、RKB毎日放送）
- フリフリ song Book（2006年 - 、フジテレビ721）
- kakaku.com TV （2006年 - 、MXTV） ※火、木のみ
- グラビアトークオーディション （2006年12月16日 - 2007年1月20日、フジテレビ）
- 体操の時間。 『ながら☆エクササイズ』 （2008年10月 - 2009年3月、フジテレビ）
- 女神のマルシェ （2009年 - 2013年、日本テレビ）
- フェイス （2009年4月27日 - 2011年3月、RKB毎日放送）
- にうすざんす （2009年10月4日 - 2010年3月29日、TBS）
- 全開!女子力!! （2010年10月3日 - 2011年1月30日、チバテレ）
- 石田純一の街の達人 （2009年10月6日 - 2013年3月26日、BS日テレ）
- 恋愛パワースポット・出雲 おんな二人のこだわり旅 （2011年4月2日、旅チャンネル）共演者：くぼたみか
- カラオケトライアルIII （2011年4月3日 - 2015年3月29日、チバテレ）MC
- ロング・ヒルの秘宝 Season1 （2013年10月4日 - 2014年3月14日、新潟テレビ21）[57]
- ロング・ヒルの秘宝 Season2 （新潟テレビ21）
- NGスクール （2013年11月17日、テレビ朝日）旬を過ぎたアイドル・ゲスト
- 土曜スペシャル「東北ぐるり1200km 滝＆紅葉スポット制覇旅」（2014年11月15日、テレビ東京）
- 追跡！つぶやきウォッチャー（2015年2月1日、日本テレビ）
- 粋男流儀～遊びの美学～「東京で、華を感じる 前編、後編」（2015年2月21日・28日、BSフジ）
- 新時代へ駆けろ ～夢つなぐ北陸新幹線～] （2015年3月14日、テレビ新潟） [58]
- オンナの解放区（2015年2月20日 - 6月5日、BSジャパン）不定期出演
- まきちゃんと○○（まるまる）。（2015年7月7日 - 12月29日、BSN新潟放送）メインMC。共演者：愛菜、下仮屋カナエ
- 解決!ナイナイアンサー （2015年7月14日 - 、日本テレビ）不定期出演
- 極上空間 （2015年10月3日、BS朝日）共演者：スザンヌ[59]
- フジバラナイト FRI 裸の王様アノ有名人の実力は本物なのか？まやかしなのか？徹底検証！ （2015年10月9日、フジテレビ)
- ハラホリ #14 トークテーマ『1人カラオケ』 （2015年11月13日、BS朝日）
- プレママ！BiAnza〜ハッピーマタニティライフ〜 （2016年1月10日、BS DLife）
- 知られざる！麗しのマカオ （2016年1月30日、BS日テレ）
- 大追跡〜心を震わせた新潟あの瞬間〜 （2016年3月4日、テレビ新潟）
- 豆ごはん。 （2011年5月20日 - 2016年3月23日、RKB毎日放送）
- ハラホリ #41 トークテーマ『失恋』 （2016年5月27日、BS朝日）過去の恋愛事情を赤裸々にトークした。
- 諸事情により （2016年6月26日、日本テレビ）[60]
- ヒルナンデス! （2016年6月22日 - 、日本テレビ）不定期出演
- 知られざる！麗しのフィリピン（2016年7月3日、BS日テレ）
- 浜ちゃんが! （2016年7月28日、読売テレビ制作 / 日本テレビ系列）
- まきちゃんと○○（まるまる）。season2（2016年8月8日 - 2017年2月27日、BSN新潟放送）メインMC。共演者：愛菜、下仮屋カナエ
- 予約殺到！スゴ腕の専門外来スペシャル7（2016年11月15日、MBS制作 / TBS系列）
- 知られざる！麗しの韓国 （2016年12月3日、BS日テレ）
- 美活女子会 『#33節約美容研究家相沢まきの美のレシピをご紹介！』（2016年11月17日 - 12月8日、BS-TBS）
- 美活の㊙レシピ（2016年11月20日 - 12月18日、TBS）
- フジモン家で通販はじめました （2016年12月28日、TBS）
- 超絶景＆大自然！麗しのゴールドコースト（2017年2月25日、BS日テレ）
- キニナル金曜日（2017年4月14日 - 、TBS）商品紹介者として不定期出演
- 本当の魅力を知りたい！一歩踏み込む本気旅in香港（2017年4月30日、BS日テレ）
- よじごじDays（2017年5月1日 - 、テレビ東京）リーポーターとして不定期出演
- 感動再発見！王道ハワイ旅（2017年9月3日、BS日テレ）
- 感動再発見！王道タイ旅（2017年11月5日、BS日テレ）
- The Gift〜大切なあなたへ〜（2017年11月6日、日本テレビ）
- おべんとレター。（2017年12月2日・9日、テレビ朝日）受取人は所属事務所の後輩愛菜と先輩はなわ
- I Love 熊本 in TOKYO （2018年1月3日、テレビ熊本）
- 福岡アジアコレクション（FACo）2018特番 （2018年4月29日深夜、RKB毎日放送）
- まきちゃんと○○（まるまる）。SPECIAL（2018年4月29日深夜、BSN新潟放送）メインMC。共演者：愛菜、下仮屋カナエ

#### 現在出演中
- カイモノラボ（2012年 - 、TBS）カイモニスタ（商品紹介者）として出演。仕入先との交渉術が巧みなことから「値切りの相沢」の異名を持つ。特技は土下座。 [61]
- 夕方ワイド新潟一番 （2010年5月28日 - 、テレビ新潟）コメンテーターとして月2回出演
- ヤンごとなき！（UX）不定期出演
- 新潟ジョシ部!（2016年7月12日 - 、BSN新潟放送）顧問（番組演出上の役職）として不定期出演
- なじラテ（2017年4月8日 - 、BSN新潟放送）スタジオ見学中に飛び入り出演して以来、不定期出演。[62] その後、2018年4月21日放送分より「なじラテファミリー」（準レギュラー）となる。
- 新潟一番サンデープラス （2017年8月6日 - 、テレビ新潟）リーポーターとして不定期出演

### インターネット放送
- 笑ってポン! 〜君たち、見ないとアレするよ!〜  （2007年1月26日 - 2008年4月18日、GyaOジョッキー）
- ケイダッシュステーション、ブレイクは突然に! （2008年4月25日 - 2009年8月28日、GyaOジョッキー）
- 六本木音楽部 （2008年10月1日 - 2009年8月27日 、GyaOジョッキー）「ジュエリー真紀」として出演[63]
- 相沢真紀 生誕祭SP （2009年4月13日、GyaOジョッキー）
- 日経進学Navi・After School TV内「キャンパスリサーチ」 （2007年3月 - ）
- インスピQ OCNオリジナルの脳トレできる無料動画番組
- 〔特別番組〕もっとみんなの願いを叶えたい!ゆく年くる年SP 2009〜2010（2009年12月31日、あっ!とおどろく放送局）
- イケ☆フラTV （2010年7月23日 - 2014年4月の毎週第2・4金曜日深夜、イケ☆スタ）レギュラー
- ケイダッシュステージの殴るなら殴れ!! （2011年7月20日 - 、ニコジョッキー）不定期出演
- ケイダッシュステージの殴るなら殴れ!! #100 〜祝100回！記念SP〜 （2013年7月9日、ニコジョッキー）共演：Hi-Hi、原アンナ
- ダッシュの女神 （2014年1月22日 - 、SHOWROOM）不定期出演
- 相沢まきのスーパーイケ☆フラTV （2014年5月9日 - 2016年12月の毎月第2金曜日深夜22時〜23時30分、イケ☆スタTV）司会。その他出演者：原アンナ、愛菜、ねじ（隔月）、ちょむ&マッキー（隔月） / エンディングテーマ曲：下舘夏希
- 芸能㊙チャンネル（2016年6月28日、AbemaTV）
- 必殺!バカリズム地獄『#7外国人パブで働く女性が鬼ギレした日本人男性の行為を大暴露』 （2017年5月19日、AbemaTV）セーラー服姿で出演
- 必殺！バカリズム地獄 『#35團遥香お色気写真デビューで…＆久松かおり結婚式に行ったら名前がなかった悲劇』 （2018年2月2日、AbemaTV）
- つたほチャンネル 「KDASH NEW GENERATION」（第5土曜日）

### ナレーション
- アパグループ アパリゾート上越妙高イルミネーション2017（2017年7月1日 - 11月15日）

### その他
- docomo905動画番組「シネマの怪人」

## モデル
- 日本の美を愛でる〜着物と四季の美を映像とショーで綴る愛愁の詩〜[64] （2006年11月28日、フジサンケイグループ主催、恵比寿ザ・ガーデンホール）
- 福岡コレクション （2007年11月29日、福岡市）
- ファッションショー「Pouce Poupee」（2008年2月16日、福岡市）
- 2008春夏ファッションショー「ハル・コレキックオフスペシャル」（2008年3月16日、福岡市）
- ファッションショー「JUNYA TASHIRO」（2008年3月27日、福岡市）
- ファッションショー「JUNYA TASHIRO」（2008年5月31日、佐賀市）
- ファッションショー「Quantize」[65] （2008年9月10日、ニューヨーク市）
- 博多スタイル （2008年11月15日、福岡市）
- 第1回 福岡アジアコレクション(FACo)（2009年3月22日、福岡国際センター） モデル兼MC
- 第2回 福岡アジアコレクション(FACo)（2010年3月21日、福岡国際センター） モデル兼MC
- 第3回 福岡アジアコレクション(FACo)（2011年3月20日、福岡国際センター） モデル兼MC
- 第1回 琉球アジアコレクション(RACo)（2011年8月28日、沖縄コンベンションセンター）
- 第4回 福岡アジアコレクション(FACo)（2012年3月25日、福岡国際センター） モデル兼MC
- 第5回 福岡アジアコレクション(FACo)（2013年3月24日、福岡国際センター） モデル兼MC
- はるこいファッションショー （2013年3月31日、新潟）
- 第6回 福岡アジアコレクション(FACo)（2014年3月23日、福岡国際センター） モデル兼MC
- 第3回 日本カワイイ博 IN 新潟(JKE、カワ博) （2014年10月13日、新潟コンベンションセンター）
- 第7回 福岡アジアコレクション(FACo)（2015年3月22日、福岡国際センター） モデル兼MC
- 第8回 福岡アジアコレクション(FACo)（2016年3月20日、福岡国際センター） モデル兼リポーター
- 第9回 福岡アジアコレクション(FACo)（2017年3月18日、福岡国際センター） モデル兼リポーター
- 第10回 福岡アジアコレクション(FACo)（2018年3月25日、福岡国際センター） モデルではなく今回はゲスト兼リポーターとして出演

## 女優

### 舞台
※太字は主演
- ミュージカル  『美少女戦士セーラームーン 新・かぐや島伝説』（2004年7月20日 - 9月5日、サンシャイン劇場 他）  -  ルーフ・メロウ 役
- ミュージカル  『白蛇伝 〜White Lovers〜』 （2006年11月8日 - 26日、ル・テアトル銀座） -  桔梗 役
- 東京俳優市場 2007冬の陣 『egg! 産卵』 （2007年11月30日 - 12月1日、南青山MANDALA） - 箕輪さくら 役
- STRAYDOG 『路地裏の優しい猫』 （2009年4月29日 - 5月5日、新国立劇場 小劇場 THE PIT） - 猫 役
- ブレイクスルー JAPAN 2010 『秘蜜。』 （2010年8月15日、新宿SPACE107）
- 東京深夜舞台 第7回公演 『パンチドランカー』 （2010年10月8日 - 11日、アトリエフォンテーヌ） - 石田みき 役（学生時代は元バレー部キャプテン、現女社長）
- 劇団東少 『ミュージカル 眠れる森の美女』 （2011年7月16日 - 2012年9月29日、三越劇場 他、地方都市公演） - 王女 役
- ケイダッシュステージ 『コントンクラブ image6』 （2012年4月4日 - 8日、シアターサンモール）
- ミュージカル座 時代劇ミュージカル『バクマツ』 （2013年9月12日 - 16日、IMAホール） - 幾松（花魁）役
- 東京カンカンブラザーズ 第7回公演 『春がハーモニカを吹く理由』 （2014年4月9日 - 13日、中野 ザ・ポケット） - ダンスユニット「PKD（パンプキンドールズ）」瓜生南（うりゅうみなみ）役
- 東京カンカンブラザーズ 第8回公演 『薄い黄色のカーディガン 〜さらば、愛しの疑似家族〜』（2014年9月17日 - 21日、中野 ザ・ポケット） - 浅村雪乃 役（ヤクザの親分のおかみさん）
- 見上げたボーイズ第13弾 ミュージカル『夢を売る男たち』（2014年12月3日 - 7日、銀座 博品館劇場） - 真壁亜紀 役
- 東京カンカンブラザーズ 第9回公演『GOLD RAIN〜金色の雨〜 (大阪人情編)』 （2015年4月22日 - 26日、吉祥寺シアター） - 兵庫弥生 役（ホステス）
- 東京カンカンブラザーズ 第10回公演『Grooming Beauty ～姫と王子と不思議なお城～』(Bチーム)（2015年9月9日 -  13日、中野 ザ・ポケット） - 倉田亜子 役（恋愛に奥手な女性）
- 劇団め組 『あしたのジョー』 （2016年5月25日 - 29日 、すみだパークスタジオ倉） - 白木葉子 役

### テレビドラマ
- ウエディングプランナー SWEETデリバリー 第5話（2002年5月8日、フジテレビ）
- ツーハンマン 第2話（2002年7月12日、テレビ朝日）
- モーニング娘。サスペンスドラマスペシャル 『三毛猫ホームズの犯罪学講座』（2002年12月28日、TBS系）
- 東京ラブ・シネマ（2003年4月14日 - 6月30日、フジテレビ） - OL 役
- 温泉へ行こう4 第43・44話（2003年、TBS）
- ミステリー民俗学者 八雲樹 第5・6話（2004年11月12日・19日、テレビ朝日） - 松良加代 役
- 土曜ワイド劇場 炎の警備隊長・五十嵐杜夫6 『完全密室ビル美女殺人!部下の離反! 金とイジメに挑む孤独な闘い!』 （2007年10月20日、テレビ朝日） - 江上奈緒 役
- ショコラ （2008年9月27日・2008年12月17日・2009年4月1日、日本テレビ）- 岩野知佳 役
- 民王  第3話（2015年8月14日、テレビ朝日） - 討論番組キャスター 美薗真里 役

### 映画
- 溺れる魚 （2001年2月3日公開、東映） - ワンギャル 役
- AXION （2008年3月29日公開） - 麗子 役
- 携帯彼氏（2009年10月24日公開）
- いぬばか（2009年11月21日公開）
- アノソラノアオ（2012年3月31日公開）
- ボクはボク、クジラはクジラで、泳いでいる。（2018年11月3日公開）

## CM
- アサヒフードアンドヘルスケア 「ミンティア」（2007年）
- 任天堂 「めざせ!釣りマスター」（2007年）
- 花王 「エッセンシャル ダメージケア」（2008年）
- DVD 「ブレイド ブラッド・オブ・カソン」 （2008年）
- 結婚式場 「ハミングプラザ VIP 新潟」 （2010年 - ）
- コメリ（インフォマーシャル） 「花王 ニャンとも清潔トイレ」（2015年）
- 花王 「エッセンシャル」 朝のキレイおたすけプロジェクト 甲信越サポーター（2016年）
- 「ミッド・ガーデン[66]」イメージタレント （2016年4月 - ）
- 株式会社元気の水 「マグスティック ネオ」（2016年6月）
- M.I.D Japan Inc.[67] （2016年11月 - ）
- 三宝亭 「全とろトマト麻婆麺」[68] （2017年8月 - ）

## 音楽

### ワンギャル
- 『ヒロイン!-その他大勢なんかじゃない-』EPCE-5080 （アップフロントワークスZetima、作詞・作曲：つんく、2000年12月6日CD発売）
- 『花吹雪BANG BANG BANG』EPCE-5098 （アップフロントワークスZetima、作詞・作曲：つんく、2001年4月18日CD発売）

### 相沢まき
- 『貧乳革命[69]』（作詞・作曲：はなわ[70]、発売未定）
- 『君をのせて 天空の城ラピュタより[71]』 （j-Pad Girls、2012年10月3日配信）
- 『マキマキマキ[72] / Belong[73]』 UGCA-4001（j-Pad Girls、2014年1月15日CD発売）

※Belongは本人による作詞
- 『マキマキマキ リリース記念スペシャルライブ[74]』（2014年2月9日、ライブハウス代官山NOMADO）[75]
- 新民謡『どんがらピッカラ柏崎[76]』（作詞：柏崎市民[77]、作曲：カンケ、編曲：柏崎三十郎、バックコーラス：柏崎の子供達、企画：一般社団法人柏崎青年会議所、2014年8月24日 柏崎市民大盆踊りにて発表）

## 出版

### 写真集
- 『Maki』  - 相沢真紀ファースト写真集 -（2000年8月1日発売、宙出版、撮影：木村智哉） ISBN 487287823X
- 『Vibration』（2002年6月1日発売、ワニマガジン社、撮影：染瀬直人） ISBN 4898298494
- デジタル写真集『sexual healing』（2008年2月配信、image.tvグラビアNET、撮影：宮澤正明）
- デジタル写真集『極上のひととき』（2014年7月配信、image.tvグラビアNET、撮影：宮澤正明） ※アクセス数月間1位獲得
- デジタル写真集『SLAVE TO THE HIP LINE』（2014年8月配信、image.tvグラビアNET、撮影：宮澤正明） ※アクセス数月間1位獲得

### 書籍
- 『さとッチ!的新潟遊び場ウォッチング』（2011年6月4日発売、UXビジョン）ISBN  978-4905433002
- 『一瞬で顔が変わる!キセキの自力整形』（2016年6月24日発売、セブン&アイ出版） ISBN 978-4-86008-694-7 ※amazonランキングの「美容・ダイエット部門」において新着ランキング1位、「スキンケア部門」において新着ランキング1位、売れ筋ランキング1位、ほしい物ランキング1位を獲得

### DVD
- 『Varied』  （2002年11月29日発売、ディースリー）
- 『都市伝説な女』 （2007年11月21日発売、ビデオメーカー）
- Gackt 『PLATINUM BOX VⅢ<Gackt jobの修Gack旅行ぶらり途中下克上の旅>』（2007年）- ガイド 役

## 商品

### スマホ・アプリ
- 「相沢まきの節約的美容生活」 （配信終了）
- 「極東TV」のコーナー「モテガール養成講座」iPhone （配信終了）

### コラボ商品
- 『BEAUTYPROGRAM〜7STORIES〜』ダイエットシェイク
- BLOOM『はいりたまえ！ちくわくん！！』の本人をモチーフにしたキャラクター「まきちくわ」[78]
- LAWSON『マキマキパン・ミルク、マキマキバナナケーキ』 関東甲信越限定販売（販売終了）[79]